# José Enrique Rodó
José Enrique Rodó (ur. 15 lipca 1871 w Montevideo, zm. 1 maja 1917 w Palermo) – urugwajski pisarz, filozof i działacz polityczny.
Większość życia spędził w Montevideo, gdzie działał jako polityk, pracował jako wykładowca oraz pisał. W 1895 roku brał udział w utworzeniu czasopisma Revista nacional de literatura y ciencias sociales. Od 1898 roku był profesorem literatury na Uniwersytecie Republiki. Pełnił również funkcję dyrektora Urugwajskiej Biblioteki Narodowej (Biblioteca Nacional de Uruguay). Dwukrotnie (w 1902 i 1908 roku) był wybierany do Izby Reprezentantów Urugwaju.
Największą sławę przyniosły mu eseje, zwłaszcza wydany w 1900 roku Ariel, nawiązujący do postaci z Burzy Williama Szekspira. Rodó ostrzega w nim przed materializmem, wskazując, że indywidualna samokontrola powinna być podstawą działania dla dobra ogółu.
W 1916 roku wybrał się w podróż do Europy. Zmarł podczas pobytu w Palermo na Sycylii.

## Twórczość
- La novela nueva (1897).
- El que vendrá (1897).
- Rubén Darío. (1899).
- Ariel (1900)
- Liberalismo y Jacobinismo (1906).
- Motivos de Proteo (1909).
- El mirador de Próspero (1913)
- El camino de Paros (1918).
- Rubén Darío 2. (1920).
- Epistolario (1921).
- Nuevos motivos de Proteo (1927).
- Últimos motivos de Proteo (1932).